# I. Vilmos württembergi király
I. Vilmos württembergi király (németül: König Wilhelm I. von Württemberg, teljes nevén Wilhelm Friedrich Karl; Lubin, 1781. szeptember 27. – Stuttgart, 1864. június 25.) 1816–1864 között Württemberg királya. A mezőgazdaság fejlesztésére irányuló politikája miatt a „földművesek királya” néven is ismert. A magyar 6. huszárezred ezredtulajdonosa 1817. és 1864. között (az ezred Württemberg-ezred neve innen ered).

## Származása és ifjúkora
Vilmos herceg 1781 szeptemberében jött világra Frigyes württembergi herceg és Auguszta Karolina braunschweig–wolfenbütteli hercegnő első gyermekeként a négy közül. Szülei házassága kezdettől fogva halálra volt ítélve, a felek már Vilmos herceg születése után is a el akartak válni, ámde Auguszta Karolina hercegnő édesapja megtiltotta azt. Frigyes herceget 1783-ban kinevezték a finnországi orosz területek kormányzójává, így a család átköltözött Szentpétervárra.
1786-ban utolsó gyermeke, Pál Frigyes világrahozatala után Auguszta Karolina hercegnő II. Katalin orosz cárnő segítségéért könyörögve elhagyta férjét, és az orosz uralkodónő jóvoltából Észtországban telepedett le; 1788-ban, huszonhárom évesen váratlanul elhunyt. Frigyes herceget kiutasították Oroszországból, a herceg hazatért szülőföldjére, ahová magával vitte gyermekeit is. 1797 májusában, immár a württembergi hercegi trón várományosaként Frigyes herceg nőül vette Sarolta Auguszta brit és hannoveri királyi hercegnőt. Sarolta Auguszta magára vállalta mostohagyermekei felnevelését, szoros viszonyt alakítva ki velük.
Vilmos herceg és édesapja között gyakori súrlódások jelentkeztek, így a herceg hamar elhagyta a szülői házat. 1800-ban csatlakozott az osztrák császári hadsereghez, és egészen 1806-ig ott szolgált, noha időközben trónra került édesapja már ebben az évben kinyilvánította a franciák iránti szimpátiáját. 1803-ban Frigyes herceg Württemberg választófejedelme lett, míg 1805-ben katonai támogatásért cserébe I. Napóleon francia császár elismerte őt Württemberg királyának. Az új királyt 1806 januárjában koronázták meg. Vilmos herceg, lévén hogy ő volt a trón várományosa, hazatért Ausztriából, és a stuttgarti palotát elfoglalva trónörökösi pozíciójának megfelelő életet élt.

## Uralkodása
1816. október 30-án elhunyt Frigyes király, örökébe legidősebb fia lépett I. Vilmos néven. Regnálását apja keményvonalas politikája után enyhítő intézkedések sorozatával kezdte meg. Általános amnesztiát hirdetett, csökkentette az adókat és 1819-ben alkotmányt adott az országnak.
I. Vilmos gazdasági szempontból meglehetősen nehéz helyzetben lévő országot örökölt. 1816–1817 folyamán rossz volt a termény, csökkent a külföldi behozatal, az infláció hatalmas méreteket öltött. A király a közterhek enyhítését és a gazdasági helyzet stabilizálását tűzte ki céljául. A mezőgazdaság fellendülése érdekében támogatta a paraszti népréteget; saját maga is vásárolt földeket, ahol mintagazdaságokat hozott létre. Állami támogatásokat nyújtott a mezőgazdaság fejlesztésére irányuló kísérletekhez. Az állattenyésztés és a növénytermesztés mellett a borászat ügyét is szívén viselte, 1825-ben a bortermelés javítása céljából hozott létre egy szervezetet (Gründung der Gesellschaft für die Weinverbesserung), 1828-ban pedig a bortermelők klubját szervezte meg. 1818. november 20-án a király Hohenheim városában megalapított egy mezőgazdasági termeléssel foglalkozó iskolát, mely a majdani Hohenheimi Egyetem alapjait képezte. Szintén 1818-ban rendezték meg először a király óhajára a cannstatti agrikulturális fesztivált, a mai híres cannstatti fesztivál közvetlen elődjét.

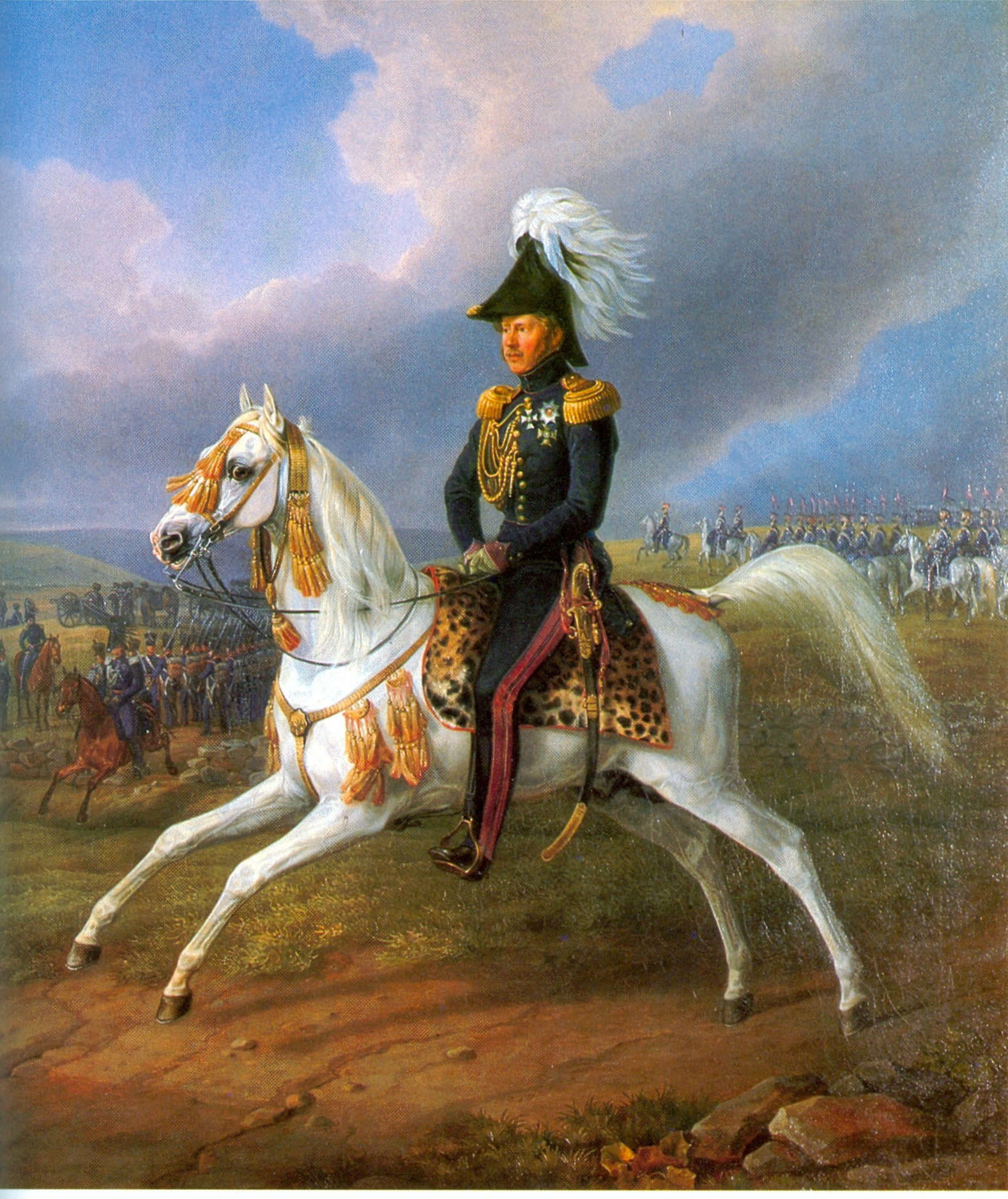
I. Vilmos király lóháton

Az uralkodót a lovak iránti rajongása késztette arra, hogy külföldi közvetítők által saját pénzen vásároljon lovakat és bárányokat külföldről a célból, hogy meghonosítsa őket az országban. Saját, személyi használatára egy főként arab telivérek alkotta Weil lótelepet Esslingen am Neckar városának szomszédságában. A Weil idővel egybeolvadt a nemzetközileg is híres Marbach állományával, megvetve ezzel a mai Weil–Marbach méntelep alapjait. I. Vilmos a lovak mellett a növények iránt is érdeklődést mutatott: az ő parancsára kezdték el mór stílusban megépíteni a Wilhelmát, Európa egyik legnagyobb növény- és állatkertjét Stuttgart közelében.
A király gondoskodott arról, hogy az államosított katolikus egyházi birtokok területén továbbra is legyenek katolikus papok és egyházatyák. A szekularizáció még édesapja uralma alatt kezdődött meg; I. Vilmos ugyan folytatta a gyakorlatot, ellenben 1817-ben a régi Collegium illustre épületében új egyházi iskolát alapított. Az intézmény napjainkban is működik; neve alapítója tiszteletére lett Wilhelmsstift. 1819. augusztus 27-én az uralkodó törvényben tette lehetővé a pietisták letelepedését Korntal településén. A szabad vallásgyakorlat mellett adókedvezmény, katonai szolgálat és bírósági eskütétel alóli felmentés formájában további kiváltságokra jogosította őket, így véve elejét az Amerikai Egyesült Államokba és Oroszországba való kivándorlásuknak. Viszonzásul a korntali protestáns egyházak közössége elismerte őt uralkodójaként és hűséget fogadott neki.

## Házasságai és gyermekei
1808. június 2-án Stuttgartban az akkor még csak trónörökös Vilmos herceg nőül vette a Wittelsbach-házból való Sarolta Auguszta Karolina bajor királyi hercegnőt (1792–1873), I. Miksa bajor királynak és elhunyt első feleségének, Auguszta Vilma Mária hessen–darmstadti hercegnőnek leányát. Vilmos ezzel a házassággal akarta megelőzni, hogy az országát megszállva tartó Napóleon politikai házasságra kényszeríthesse őt családja valamelyik nőtagjával. 1808-ra Napóleon saját családjában már „elfogytak” a férjhez adható főrangú nőrokonok, ezért első feleségének, Jozefina francia császárnénak unokahúgát, Stéphanie de Beauharnais grófnőt szánta Vilmos királyi hercegnek. A trónörökös élesen visszautasította a császár rangon aluli és megalázó ajánlatát, és Sarolta Auguszta Karolina hercegnőt vette feleségül. Az ily módon elmaradt politikai házasságkötést 1807-ben Vilmos herceg húga, Katalin Friderika hercegnő és Jérôme Bonaparte vesztfáliai király frigye pótolta; míg Stéphanie de Beauharnais a badeni trón várományosához ment nőül.
Napóleon császár bukása után Vilmos és Sarolta Auguszta Karolina közös válási szándékukkal a württembergi bírósághoz fordultak. Férj és feleség egyképpen vallották, hogy házasságukat kölcsönös ellenszenv miatt még nem hálták el. 1814. augusztus 31-én a bíróság felbontotta a házasságot. Mivel mindketten új házasságot akartak kötni, VII. Piusz pápához fordultak, aki 1815-ben hivatalosan semmisnek nyilvánította a frigyet.

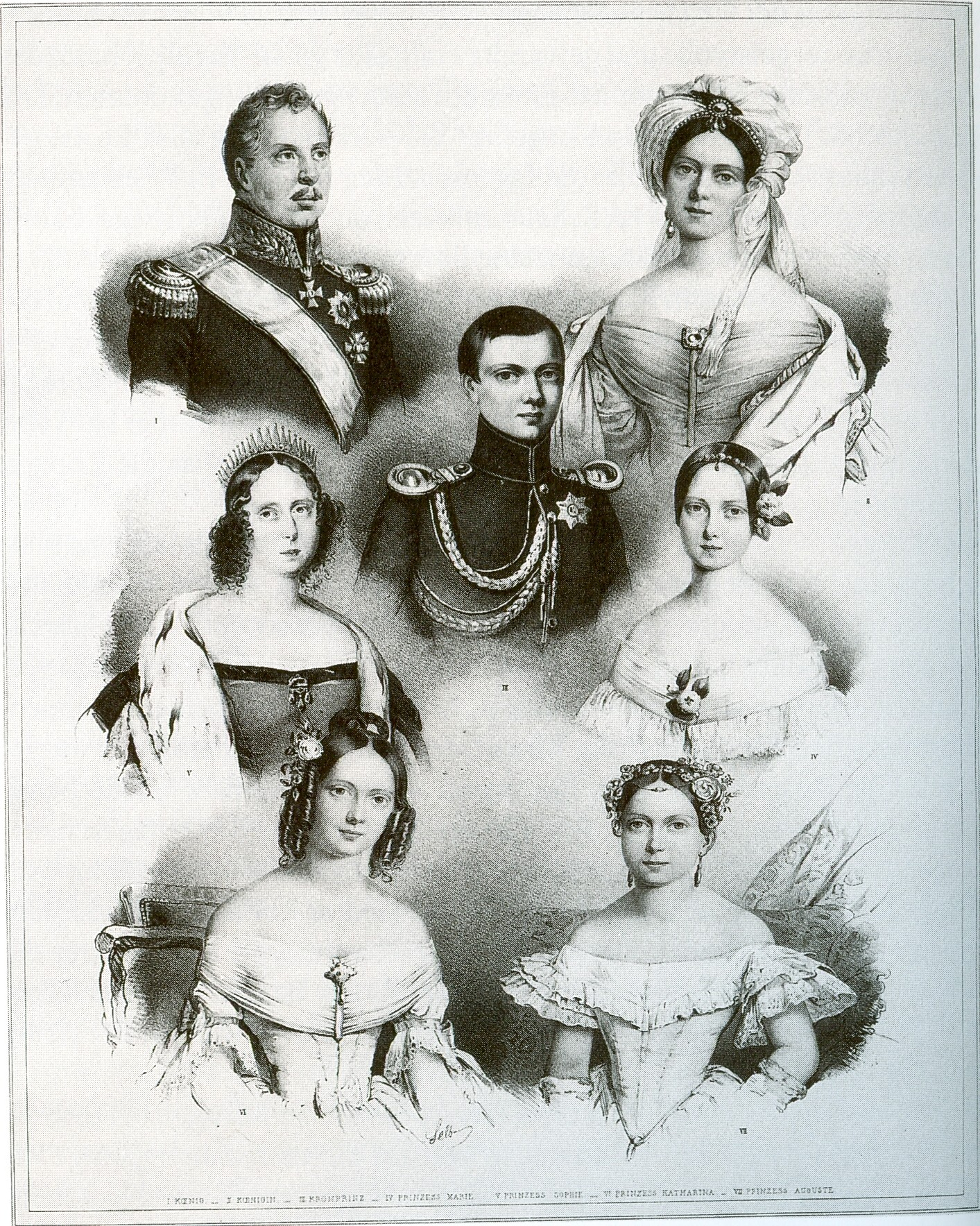
I. Vilmos király és Paulina királyné gyermekeikkel. A képen szerepelnek az elhunyt Katalin királyné leányai is.

Vilmos a bécsi kongresszuson ismerkedett meg Jekatyerina Pavlovna orosz nagyhercegnővel, György oldenburgi herceg özvegyével. A nagyhercegnő és a trónörökös között első látásra kialakult a vonzalom; Vilmos válásának kimondása után, 1816. január 24-én tartották esküvőjüket. Boldog házasságukból két leánygyermek származott:
- Mária Friderika királyi hercegnő (1816. október 30. – 1887. január 4.), Adolf neippergi gróf felesége
- Zsófia Friderika királyi hercegnő (1818. június 17. – 1877. június 3.), III. Vilmos holland király hitvese.

Jekatyerina Pavlovna nagyhercegnő fiatalon, 1819-ben elhunyt tüdőgyulladás következtében. Vilmos király Rotenbergben egy mauzóleumot emeltetett számára, és sokáig gyászolta szeretett feleségét. Trónörökös híján azonban újból meg kellett házasodnia, így 1820. április 15-én feleségül vette unokatestvérét, Paulina württembergi hercegnőt. A király idegenkedett új hitvesétől, és ezt éreztette is Paulina hercegnővel. Az uralkodó Amalie von Stubenrauchhal tartott fenn viszonyt, akit ajándékokkal halmozott el. I. Vilmosnak és Paulina hercegnőnek három gyermeke született:
- Katalin Friderika királyi hercegnő (1821. augusztus 24. – 1898. december 6.), Frigyes Károly württembergi herceg felesége
- Károly Frigyes trónörökös (1823. március 6. – 1891. október 6.), utóbb Württemberg királya
- Auguszta Vilma királyi hercegnő (1826. október 4. – 1898. december 3.), Hermann szász–weimar–eisenachi herceg neje.

I. Vilmos württembergi király 1864. június 25-én hunyt el a Stuttgarthoz tartozó cannstatti Rosenstein-kastélyban. Második felesége, Jekatyerina orosz nagyhercegnő oldalára temették el a Rotenberg-mauzóleumba. Utódja egyetlen fia, Károly herceg lett.

## Kapcsolódó információk
- Grauer, Johannes: Wilhelm I., König von Württemberg – Ein Bild seines Lebens und seiner Zeit; Stuttgart, 1960
- Elias, Otto-Heinrich: König Wilhelm I. (1816–1864); Robert Uhland: 900 Jahre Haus Württemberg című művében; Stuttgart, 1984
- Fritz, Eberhard: Die Verbesserung des Weinbaus in Württemberg unter König Wilhelm I. (1816–1864); Tübingen, 1994
- Fritz, Eberhard: König Wilhelm und Königin Katharina von Württemberg – Studien zur höfischen Repräsentation im Spiegel der Hofdiarien; Zeitschrift für Württembergische Landesgeschichte 54/1995; 157–177. oldal
- Sauer, Paul: Reformer auf dem Königsthron – Wilhelm I. von Württemberg; Stuttgart, 1997
- Haug, Gunter: In stürmischen Zeiten; Historischer Roman, 2003

## Fordítás
- Ez a szócikk részben vagy egészben a Guglielmo I di Württemberg című olasz Wikipédia-szócikk ezen változatának fordításán alapul.  Az eredeti cikk szerkesztőit annak laptörténete sorolja fel. Ez a jelzés csupán a megfogalmazás eredetét és a szerzői jogokat jelzi, nem szolgál a cikkben szereplő információk forrásmegjelöléseként.
- Ez a szócikk részben vagy egészben a Wilhelm I. (Württemberg) című német Wikipédia-szócikk ezen változatának fordításán alapul.  Az eredeti cikk szerkesztőit annak laptörténete sorolja fel. Ez a jelzés csupán a megfogalmazás eredetét és a szerzői jogokat jelzi, nem szolgál a cikkben szereplő információk forrásmegjelöléseként.

| Előző uralkodó: Frigyes | Württemberg uralkodója 1816 – 1864 | Következő uralkodó: Károly |